# 로지텍
로지텍 인터내셔널 S.A.(영어: Logitech International S.A.)는 스위스의 컴퓨터 주변기기 제조 및 판매회사이다. 주로 키보드, 마우스, 트랙볼, 마이크, 게임 컨트롤러, 웹캠 등을 포함한 컴퓨터 주변 기기를 제조, 판매를 한다. 또한, 로지텍은 가정 컴퓨터용 스피커, 헤드폰, 무선 오디오 기기, MP3 플레이어 휴대전화용 오디오 기기를 제조하고 최근에는 태블릿을 위한 키보드와 커버 등을 생산한다.

## 역사
로지텍은 1981년 스위스 보(Vaud)의 애플스(Apples)에서 대니얼 보보 보렐(Daniel "Bobo" Borel), 피에르루이지 자파코스타(Pierluigi Zappacosta) 및 전 올리베티(Olivetti) 엔지니어 자코모 마리니(Giacomo Marini)이 설립했다. 스위스 태생 보렐과 이탈리아 태생 자파코스타는 1970년대 후반 스탠포드 대학에서 이더넷 발명가인 로버트 메트칼프(Robert Metcalfe) 교수 밑에서 전기 공학 수업을 듣다가 캘리포니아에서 만났다. 유럽으로 돌아온 그들은 스위스 로마넬쉬르모르주(Romanel-sur-Morges) 근처에서 새로운 아이디어를 연구하기 시작했고, 새로운 회사를 완성하기 위해 이탈리아 엔지니어 미리니를 데려왔다. 보렐은 판매 및 제조에 중점을 두고 이사회 의장을 역임했으며 1990년대 대부분 동안 최고경영자(CEO)를 역임했다. 자바코스타는 사장과 CEO를 역임했으며 연구를 감독했다. 그는 1997년 로지텍을 떠나 생체 인식 회사인 디지털 페르소나(Digital Persona)를 이끌었다.
회사 창립자들은 처음에는 스위스의 대규모 회사를 위한 워드 프로세싱 소프트웨어를 만드는 데 집중했지만 회사는 프로젝트를 취소했다. 다음으로 그들은 일본 회사인 리코가 요청한 워크스테이션에서 사용하는 그래픽 사용자 인터페이스의 필수 구성 요소로 컴퓨터 마우스를 선택했다. 로지텍의 첫 번째 마우스인 P4 모델은 로잔 연방 공과대학교에서 근무하는 스위스 발명가 장 다니엘 니쿠(Jean-Daniel Nicoud)의 광기계 설계를 기반으로 1982년 스위스에서 생산하였다.
로지텍 사무실 중 하나는 미국 캘리포니아주 팰로앨토의 165 유니버시티 애비뉴에 있었으며, 이곳은 수많은 유명 기술 스타트업의 본거지이자 실리콘 밸리의 중심에 위치했다. 1984년에 로지텍은 OEM 역할로 휴렛 팩커드에 컴퓨터 마우스를 공급하는 계약을 체결했다. 로지텍이 HP에 공급한 마우스는 캘리포니아주 프리몬트에 있는 새 공장에서 제작했으며 HP라는 브랜드를 붙였다. 마우스는 OEM 생산이었으므로 로지텍 이름을 표시하지 못했다. 1980년대 초중반에 로지텍은 스위스에서 마우스 생산을 중단하고 대신 프리몬트 지역 외에 아일랜드 코크와 대만 신주에 공장을 열었다.
로지텍은 1984년에 적외선(IR) 빛을 사용하여 전 제록스 PARC 엔지니어인 데이비드 리들(David Liddle)과 도널드 마사로(Donald Massaro)가 개발한 메타포 컴퓨터 시스템스(Metaphor Computer Systems) 워크스테이션에 연결하는 최초의 무선 마우스를 만들었다. 메타포의 키보드도 IR 무선이었다. 소비자 IR 연결 방식은 데이터 전송을 위해 명확한 시야가 필요했고, 어수선한 책상에서는 제대로 작동하지 않았다. 무선 마우스는 로지텍이 가시선에 국한되지 않는 무선 주파수 연결을 기반으로 한 최초의 마우스를 출시한 1991년까지 널리 채택되지 않았다.
1985년 스위스 발명가 르네 좀머(René Sommer)는 유선 마우스용 마이크로프로세서 회로를 개발하여 유선 마우스가 인간의 움직임에 더 잘 반응하도록 만들었다. 로지텍은 1985년에 출시한 직사각형 3버튼 직렬 C7 제품인 첫 번째 소매 마우스 제품에 좀머 스타일 CMOS 마이크로프로세서를 통합하여 99달러(2022년 269달러에 해당)에 판매했다. 다음 유선 마우스 모델인 S9은 1989년에 출시했으며 사람 손에 꼭 맞도록 곡선을 이루었으며 처음으로 로지텍 로고를 새겼다.
1988년에 로지텍은 취리히 증권 거래소에서 기업공개(IPO)로 로지텍 인터내셔널 SA로 법인화하였다. 1989년에 로지텍은 최초의 트랙볼 제품인 트랙맨(TrackMan)을 생산했다. 또한 1989년에 이 회사는 특허 개발 도구인 멀티스코프 디버거(Multiscope Debugger)로 PC 맥(PC Mag)의 기술 우수상 후보에 올랐다. 응용 프로그램은 OS/2용으로 구성했으며 그 뒤를 이어 도스 및 윈도우 3.0 운영 체제용 버전을 구성했다. 로지텍은 1990년 1월에 이 상을 받았다.
로지텍은 1994년에 제조를 재편하여 프리몬트 사업장을 폐쇄하고 중국 쑤저우시에 주요 시설을 열었다. 아일랜드 코크 위치는 R&D 센터로 축소했으며, 대만 신주 공장은 테스트 실행 및 프로토타입용으로만 유지했다. 로지텍은 1998년에 커넥틱스(Connectix) 웹캠 사업부를 2,500만 달러에 인수한 후 마이크를 통합한 최초의 웹캠인 퀵캠을 출시했다. 2000년까지 로지텍은 약 400만 대를 판매하여 전세계 웹캠 판매 부문의 선두주자가 되었다.
2001년 로지텍은 컴퓨터 주변 장치 범위를 확장하기 위해 랩택(Labtec)을 1억 5천만 달러에 인수했다.
2007년에 로지텍은 힐크레스트 랩스(Hillcrest Labs)의 프리스페이스(Freespace) 모션 제어 기술을 라이센스하여 사용자가 자연스러운 제스처를 사용하여 PC를 제어할 수 있는 MX 에어 마우스(MX Air Mouse)를 생산했다.
2010년 8월, 로지텍과 블랙호크스(BlackHawks)는 전문 음악가를 위한 맞춤형 인이어 모니터와 소비자 시장을 위한 블루투스 스피커 공급업체인 얼티밋 이어스(Ultimate Ears)를 인수했다.
2008년 12월, 로지텍은 1985년 이후 10억 개의 마우스를 생산했다고 발표했다.
2009년 12월, 로지텍은 화상 회의 장비 제조업체인 라이프사이즈 커뮤니케이션스(Lifesize Communications)를 인수했다.
2011년 7월, 로지텍은 모바일 영상 통신 제공업체인 미리얼(Mirial)을 인수했다.
2013년 1월, 브라켄 대럴(Bracken Darrell)이 로지텍의 CEO가 되었다. 당시 CEO였던 게리노 데 루카(Guerrino De Luca)는 로지텍 이사회 의장직을 계속 유지했다.
2016년 1월, 로지텍은 화상 회의 장비 제조업체인 라이프사이즈를 분사했다.
2016년 4월, 로지텍은 지침 및 기타 회계 위반을 충족하기 위해 자사와 일부 전임 임원이 2011 회계연도에 대한 회사의 결과를 부적절하게 부풀렸다는 비난과 관련하여 미화 750만 달러의 벌금을 지불하기로 합의했다. 미국 증권거래위원회는 회계 문제로 인해 투자자들이 스위스 회사의 재정을 정확하게 파악할 수 없게 되었다고 밝혔다.
2016년 4월 12일, 로지텍은 스포츠 및 활동적인 라이프스타일을 위한 무선 오디오 웨어러블 분야의 선두업체인 제이버드(Jaybird)를 미화 5천만 달러에 인수하고 성장 목표 달성에 따라 최대 4,500만 달러의 추가 수익을 얻기로 합의했다고 발표했다.
2016년 9월 15일, 로지텍은 매드 캐츠(Mad Catz)로부터 사이테크(Saitek) 브랜드와 자산을 1,300만 달러에 인수했다고 발표했다.
2017년 3월 25일, 로지텍은 공식 기술 주변기기 파트너로서 맥라렌과 다년간 후원 계약을 체결했다. 이 거래는 나중에 2020년에 로지텍 G 브랜드로 맥라렌의 e스포츠 노력으로 확장될 것이다.
2017년 8월 11일, 로지텍은 전문 게임 장비(주로 헤드셋) 제조업체인 아스트로 게이밍(Astro Gaming)을 8,500만 달러에 인수했다.
2018년 5월 25일, 로지텍은 e스포츠 라이브 방송 및 디지털 미디어 회사인 비욘드 엔터테인먼트(Beyond Entertainment)를 미공개 금액에 인수했다.
2018년 7월 30일, 로지텍은 블루 마이크로폰스(Blue Microphones)를 미화 1억 1,700만 달러에 인수했다고 발표했다.
2019년 9월 26일, 로지텍은 라이브 스트리밍용 소프트웨어 및 도구 제조업체인 스트림랩스(Streamlabs)를 약 8,900만 달러에 인수했다.
2021년 7월 29일, 로지텍은 안무가 자쿠엘 나이트(JaQuel Knight)와 협력하여 로지텍 포 크리에이터스(Logitech For Creators) 브랜드로 #Creators4BIPOC 이니셔티브를 선보였다. 연예계 주요 아티스트의 히트곡에 대한 관심을 증폭시키는 안무가들이 랩어노테이션(Labanotation)을 사용하여 자신의 안무에 대한 저작권을 확보하고 로열티를 얻을 수 있도록 함으로써 소셜 미디어 창작자, 특히 BIPOC 인플루언서가 자신의 온라인 창작물에 대한 저작권을 확보하고 수익을 창출할 수 있다.
2023년 6월, 브라켄 대럴(전 CEO)이 로지텍을 떠났고 이사회 구성원인 가이 게치(Guy Getch)가 임시 CEO를 맡았다.
2023년 7월 18일, 로지텍은 스트리밍 컨트롤러 제조업체인 루페덱(Loupedeck)을 미공개 금액으로 인수한다고 발표했다.
2023년 10월 30일, 로지텍은 하네케 파베르(Hanneke Faber)가 2023년 12월 1일부터 새로운 CEO로 취임할 것이라고 발표했다. 파베르는 이전에 유니레버의 그룹 사장이었다.

## 브랜드 이름
일본에서는 로지텍(일본어: ロジテック)이라는 기업 이름이 이미 존재하기 때문에 '로지쿨'(ロジクール, 로지쿠르)이라는 이름으로 현지법인을 설립하여 판매한다.

일본에서 사용 중인 브랜드 이름 '로지쿨'

## 제품
- 마우스, 트랙볼, 컴퓨터 키보드 (유선, 무선, 블루투스 모델)
- 웹캠
- 조이스틱
- 헤드폰
- 스피커
- 게임 컨트롤러 (엑스박스, PS2, PS3, PS4, PS5 PC 게이밍 하드웨어)
- MP3 플레이어, 태블릿 PC, 휴대 전화의 액세서리
- 로지텍 하모니 리모트
- 레이싱 휠

## 갤러리

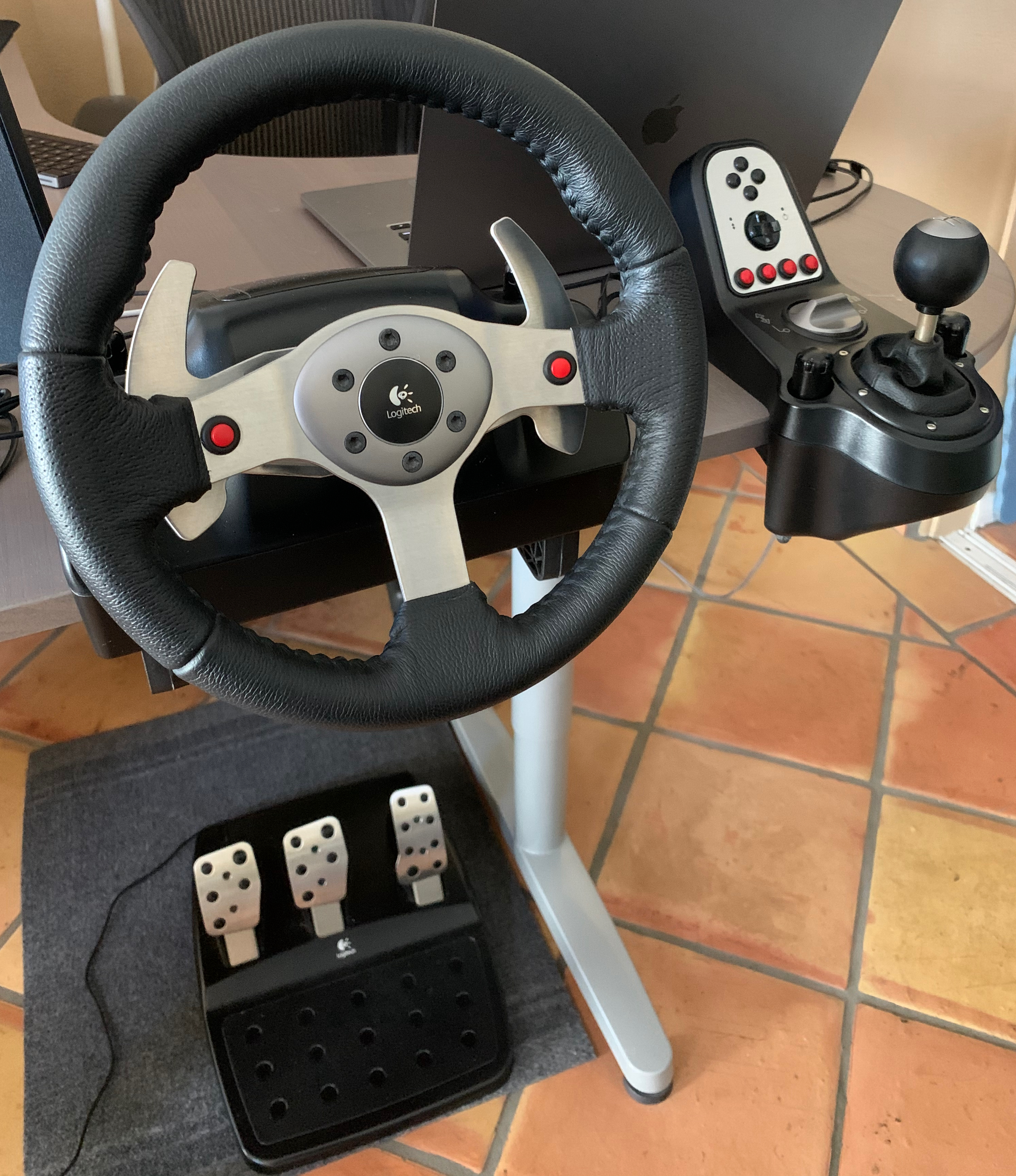
PC, PS2, PS3용 레이싱 휠 컨트롤러 G25
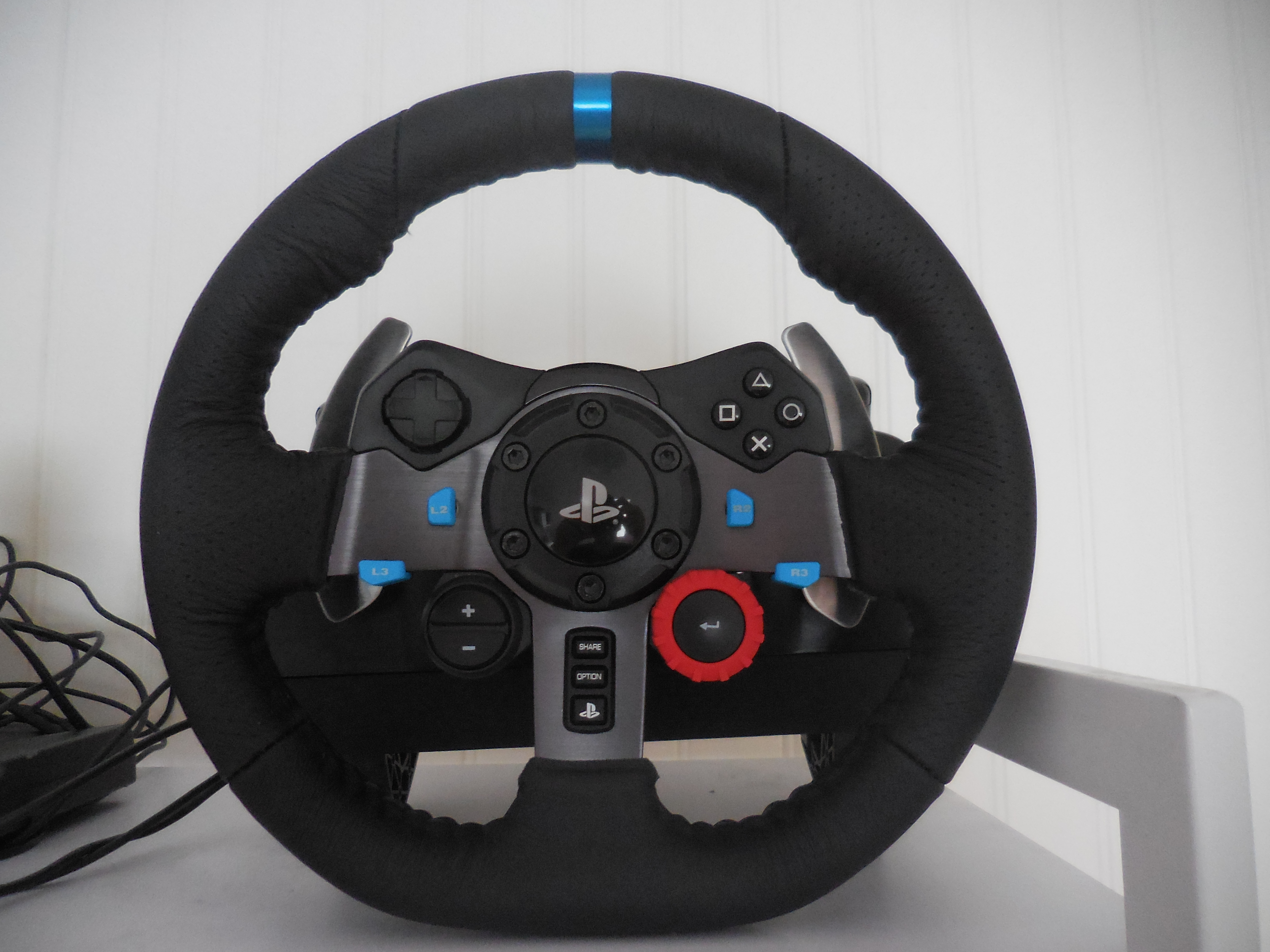
PC, PS3, PS4, PS5용 레이싱 휠 컨트롤러 G29
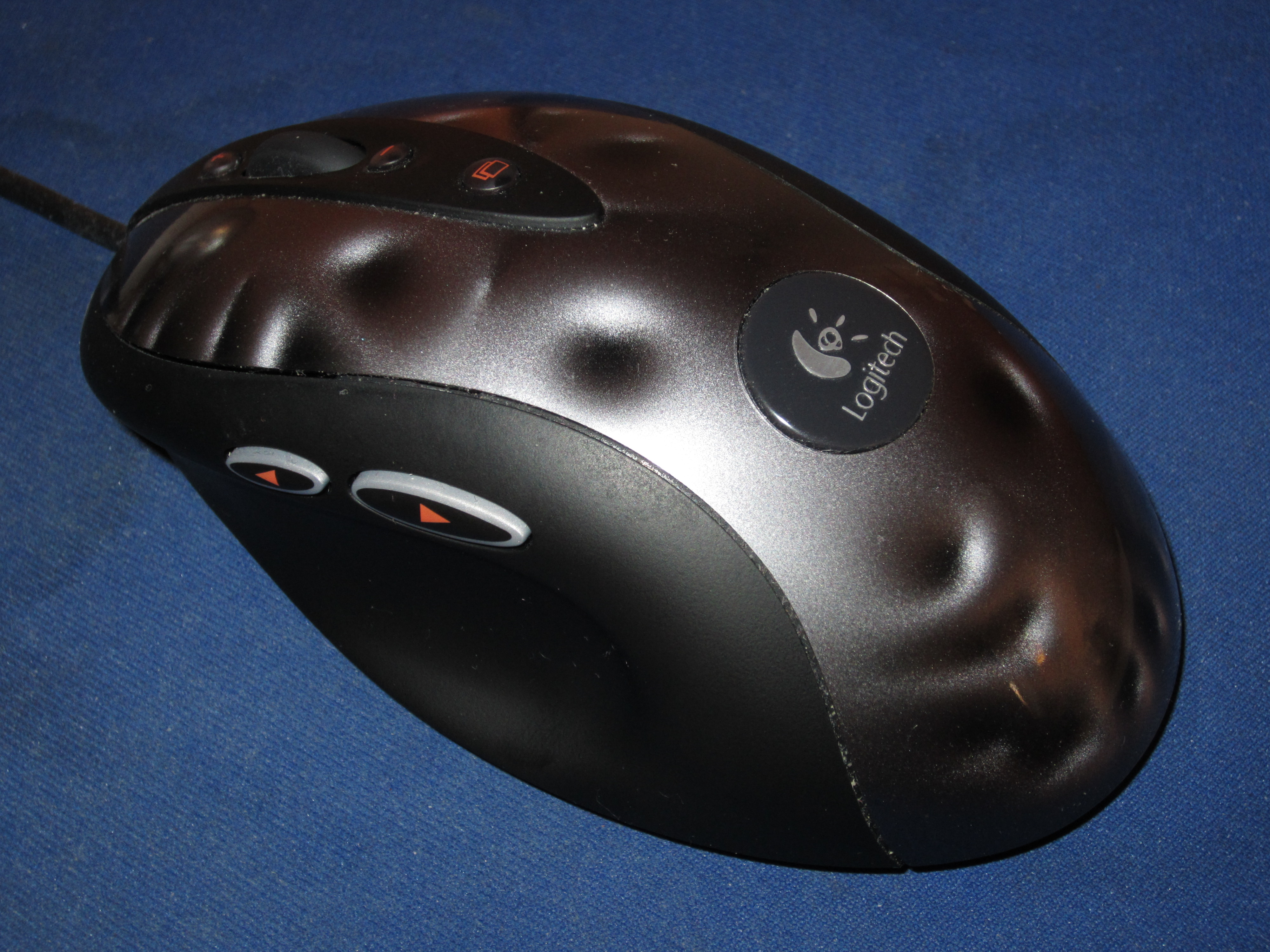
MX-518 마우스
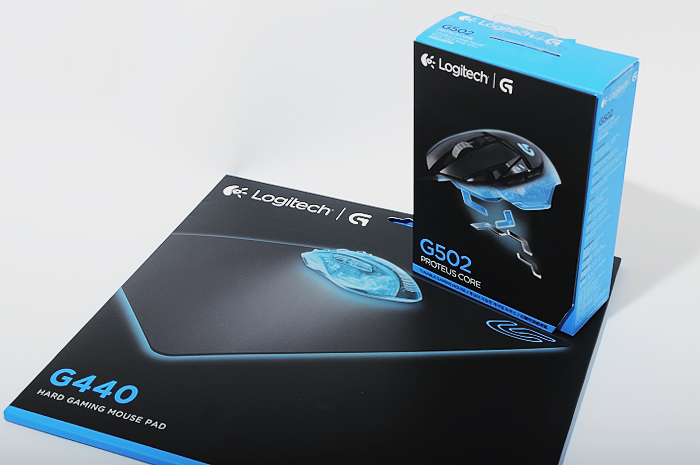
G502 마우스와 G440 마우스패드

## 같이 보기
- 로지텍 G 시리즈
- 로지텍 MX 레볼루션
- 로지텍 VX 레볼루션
- 로캣
- 맥스틸